# Jalmari Kivenheimo
Viktor Jalmar "Jalmari" Kivenheimo, född 25 september 1889, död 29 oktober 1994, var en finländsk gymnast.
Kivenheimo tävlade för Finland vid olympiska sommarspelen 1912 i Stockholm, där han var med och tog silver i lagtävlingen i fritt system. 